# Kula Norinska

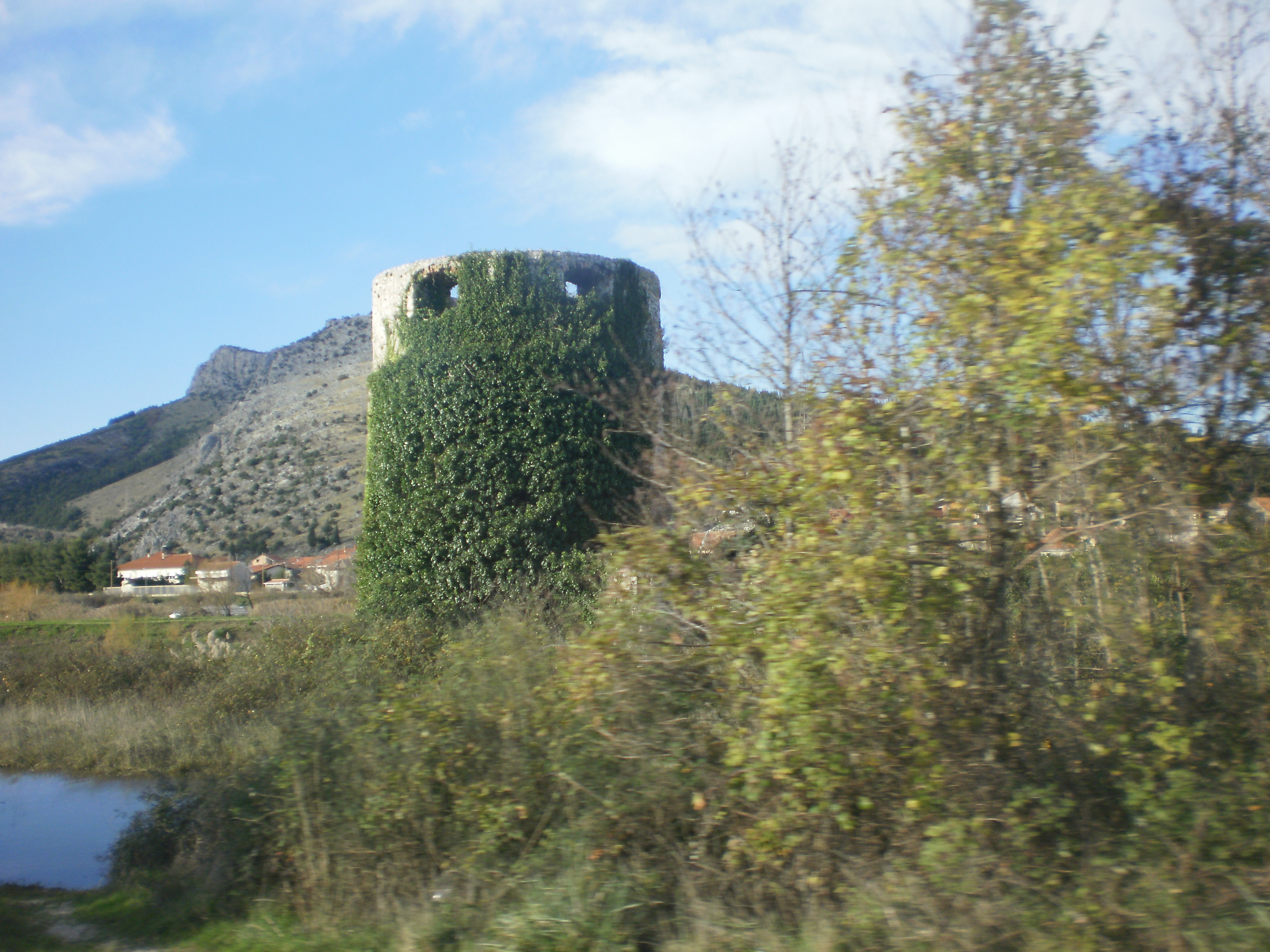
Věž pevnosti

Kula Norinska je vesnice ležící ve stejnojmenné opčině v Chorvatsku v Dubrovnicko-neretvanské župě.
V roce 2011 žilo ve vesnici 250 obyvatel, v celé opčině pak 1748 obyvatel. Největší vesnicí v opčině je však Krvavac, v němž žije 577 obyvatel. Kula Norinska leží blízko hranic s Bosnou a Hercegovinou.

## Místní části
Kula Norinska se skládá z devíti místních částí (počty obyvatel z roku 2011):
- Borovci - 23
- Desne - 90
- Krvavac - 577
- Krvavac II - 334
- Kula Norinska - 250
- Matijevići - 98
- Momići - 205
- Nova Sela - 36
- Podrujnica - 135